# روس 614
روس 614 (V577 Monocerotis ) هو قزم أحمر UV Ceti  وهو عضو أساسي في نظام نجمي ثنائي قريب في كوكبة Monoceros . يبلغ القدر الظاهري لهذا النجم حوالي 11 ، مما يجعله غير مرئي بالعين المجردة، على الرغم من أنه أحد النجوم الأقرب إلى الشمس.  هذا النظام هو من بين أقرب النجوم إلى الشمس بمسافة تقدر بحوالي 13.3 سنة ضوئية . نظرًا لأن هذا النجم قريب جدًا من الأرض، فإنه غالبًا ما يكون موضوعًا للدراسة؛ وبالتالي نعرف عنه العدد الكبير من البيانات وخصائصه.

## نظام نجم ثنائي

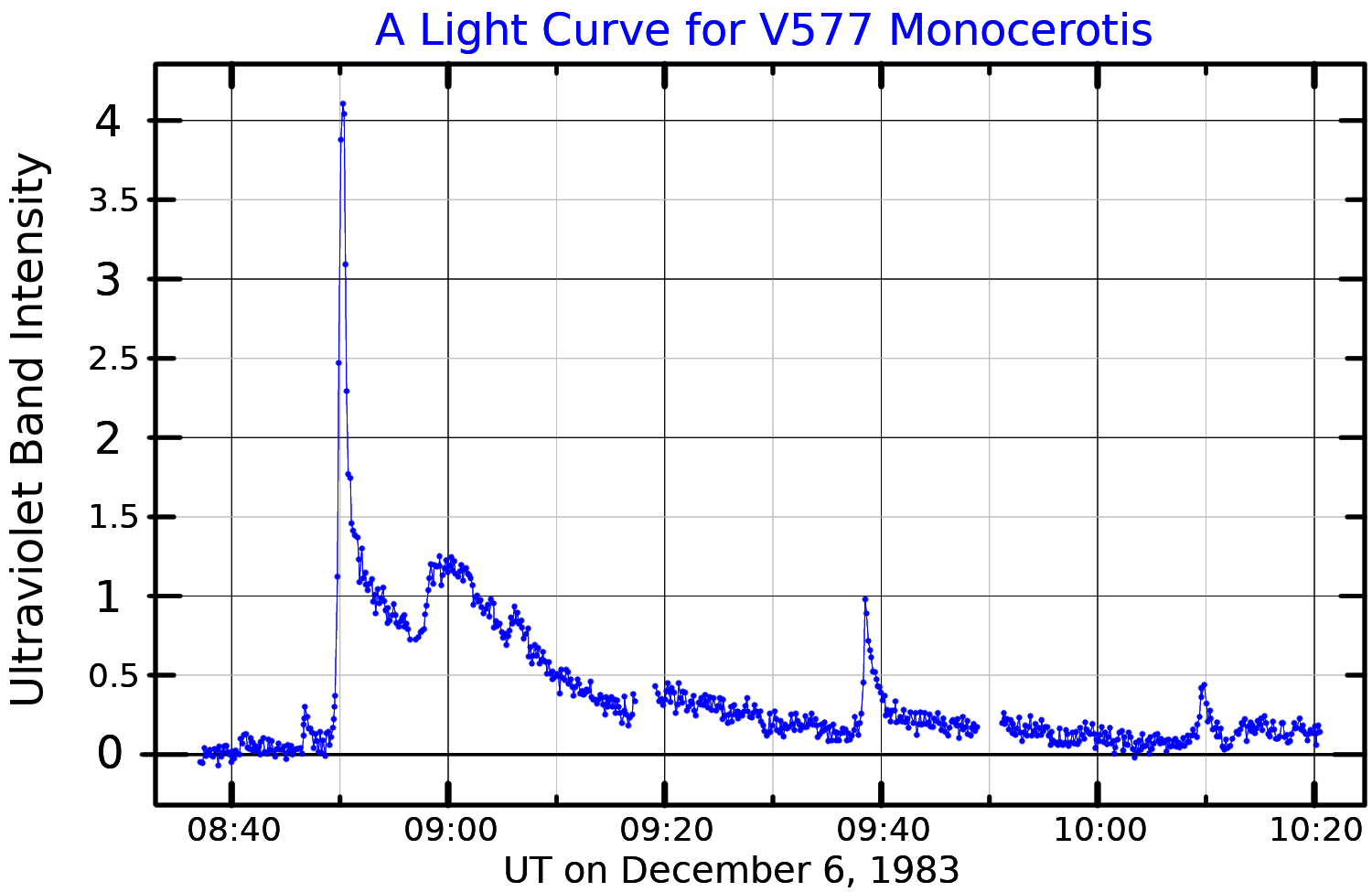
منحنى ضوء النطاق فوق البنفسجي لـلنجم روس 614 يُظهر عدة تهيجات، مقتبس من المرجع Pettersen و Sundland (1991)

يتكون هذا النظام النجمي الثنائي من اثنين من الأقزام الحمراء منخفضة الكتلة متقاربة الكتلة. النجم الثانوي يبلغ قدره الظاهري (قدر لمعانه ) الخافتة 14 ولهذا فلمعانه ضائع في وهج النجم الأساسي القريب. </br> يأتي أحدث تعيين لبيانات النظام المدارية من دراسة أجراها جورج جاتوود باستخدام مصادر قديمة جنبًا إلى جنب مع بيانات رصد من القمر الصناعي Hipparcos . أسفرت هذه الدراسة عن فترة مدارية تبلغ حوالي 16.6 سنة ومحور شبه رئيسي للمدار يبلغ حوالي 1.1 ثانية قوسية (2.4-5.3 AU). 

## التاريخ
تم اكتشاف النجم الأساسي في عام 1927 بواسطة FE Ross باستخدام 40 بوصة (100 سـم) تلسكوب عاكس في مرصد يركس . لقد لاحظ الحركة المناسبة العالية لهذا النجم الخافت الذي يبلغ قدره الظاهري 11 (أي درجة لمعانه) في لوحات عصره الثاني والتي كانت جزءًا من مسح فلكي بدأه EE Barnard ، سلفه في المرصد. ثم قام روس بتضمين هذا النجم الجديد في كتالوج باسمه مع العديد من آخرين اكتشفهم بنفسه.</br> كان أول اكتشاف لنظام ثنائي في عام 1936 بواسطة Dirk Reuyl باستخدام تلسكوب عاكس 26 بوصة لمرصد ماكورميك في جامعة فيرجينيا باستخدام التحليل الفلكي للوحات التصوير.  وفي عام 1951 قدمت سارة إل ليبينكوت أول تنبؤات دقيقة بشكل معقول عن موقع النجم الثانوي باستخدام الـ 24 بوصة (61 سـم) تلسكوب عاكس لمرصد سبرول .  تم استخدام هذه الحسابات بواسطة Walter Baade لإيجاد هذا النظام الثنائي وحلّه بصريًا لأول مرة باستخدام تلسكوب هيل ذو مرآة 5 متر (200 بوصة) الجديد آنذاك في مرصد بالومار في كاليفورنيا . 

## ملحوظات
قالب:Nearest systemsقالب:Stars of Monoceros